# たずね人 (1977年のテレビドラマ)
『たずね人』（たずねびと）は、1977年11月5日の20:00 - 21:15、NHK総合の土曜ドラマ枠で放送されたテレビドラマ。主演は林隆三。松本清張原作。視聴率16.5％（ビデオリサーチ調べ、関東地区）。

## あらすじ
フリーのカメラマンの綾村省三は、オランダで知り合った、インドネシア生まれのルキアという女性を連れて3年ぶりに帰国した。ルキアは戦争中に日本軍人と母との間に生まれ、離れ離れになった父を捜すための来日であった。綾村とルキアはテレビのワイドショーに出演し、父の姓が「斉藤」であったこと、母が父から教わった歌が童謡「砂山」であることを語る。
ルキアの父は元官僚の立花英一郎であった。しかし立花は参議院選挙に立候補中であり、スキャンダルを避ける思惑から、身代わりに同姓の斉藤悟がルキアとテレビに出演する。綾村は斉藤が歌詞を間違えて歌ったことに疑念を抱く。

## キャスト
- 綾村省三 - 林隆三
- 立花京子 - 小山明子
- 及川律子 - 島村佳江
- 立花英一郎 - 水島弘
- 及川達男 - 三上真一郎
- 斉藤悟 - 田武謙三
- 斉藤松代 - 宮内順子
- 国崎（プロデューサー） - 穂積隆信
- 大園（財界の大物） - 神田隆
- 久子（女将） - 三條美紀
- ワイドショー司会者 - 安田伸
- 編集長 - 加藤和夫
- 安井部長 - 奥野匡
- 住吉（印刷屋） - 五藤雅博
- 本木刑事 - 市村昌治
- 支配人 - 粱正明
- 笹井 - 小山武宏
- テレビ局員 - 鈴木陽
- テレビ局員 - 飛騨昇
- テレビ局員 - 山岡甲
- アナウンサー - 喜多道枝
- アナウンサー - 清川元夢
- アナウンサー - 桑原たけし
- 患者 - 大月優子
- 掃除婦 - 筧豊子
- ピアニスト - 松浦安希子
- 巡査 - 富永高敬
- フロント - 高橋亨
- 及川拓也 - 中沢勇志
- 解説者 - 宮田光
- 泰子 - 五十嵐五十鈴
- 人材銀行員 - 秋間登
- 選挙運動員 - 宮寺康夫
- 選挙運動員 - 愛川弥寿子
- 渡部猛、松尾文人、上野清子
- 原（秘書） - 戸浦六宏
- 倉田 - 河津清三郎
- ルキア - 鰐淵晴子
- 大物政治家 - 松本清張（クレジット表示なし）

## スタッフ
- 脚本 - 早坂暁
- 演出 - 重光亨彦
- 音楽 - 加古隆
- プロデューサー - 沼野芳脩（NHK）
- 美術 - 稲葉寿一
- 技術 - 安藤和夫
- 効果 - 寺田尚弘

## 原作
本ドラマは松本清張のエッセイ「私のくずかご」の第1節に記された逸話を素材に制作されている。以下は該当箇所の抜粋である。